# 庄川温泉郷
庄川温泉郷（しょうがわおんせんきょう）は、富山県砺波市庄川町を流れる一級河川庄川沿いに点在する温泉宿、湯治場の総称である。泉質は各宿で異なる。

## 概要
泉質は、美肌の湯と言われる炭酸水素塩泉やカルシウム塩泉が多い。比較的大規模な施設が多い一方で、大牧温泉や湯谷温泉など秘湯と言われる温泉も所在する。庄川の河川沿いにある庄川水記念公園では、天然温泉による足湯に入ることができる。

## 歴史
1948年6月28日に発生した福井地震の翌朝、庄川べりのダムの上流400m、浮島突端の湖水面に気泡が浮き上がっているのが発見され、その後数個所ボーリングした結果、浮島の地下で源泉を掘り当てた。この源泉は、1948年に温泉法認定第1号となっている。
当初は料理店『藤井楼』までサイフォンで引湯していたが、薬効が評判になり、押し寄せる客の求めに応じるべく、1951年2月に簡単な建物を設け、庄川温泉と名付けられた。
1991年2月、民間の温泉ホテルなど7社と建設会社1社の出資による第3セクターの庄川泉源株式会社が設立され、同年9月23日、ふるさと創生事業に基づき源泉掘削に着手した。1993年6月8日にこの新しい泉源が『庄川清流温泉』と決まり、1994年7月20日に給湯を開始した。当初はパイプラインで各旅館に配湯する予定であったが、タンクローリーで搬送することになった。

## 温泉宿一覧
- 鳥越の宿三楽園[5]
- 庄川温泉風流味道座敷ゆめつづり[6]（旧・庄川温泉観光ホテル。1982年11月18日には火災が発生し建物（3,980m2）を半焼、死者2人[7]）
- 大牧温泉観光旅館[8]
- おまき温泉 スパガーデン 和園（わえん）[9]
- 弁天温泉[10]

## 日帰り温泉
- 砺波市健康福祉施設 ゆずの郷 やまぶき[11]
- となみ野庄川荘 一萬亭[12]（旧・庄川清流温泉 勤労者保養センター 越中庄川荘[13]。富山県労働者共済生活組合経営の施設として[14]1976年10月1日開業、鉄筋コンクリート3階建て、延床面積3,878m2、収容人員150人[15]。2021年2月末に閉館したが、飲食店経営の「柿里」（砺波市）に事業譲渡され[16]、同年6月17日にリニューアルオープン[17]）。さらに2023年6月17日にブリーズベイホテルズに事業譲渡されたことに伴い、現名称に変更しリニューアル[12][14]。
- おまき温泉 スパガーデン 和園（わえん）[9]（1989年12月に地下1,000mから40℃のカルシウム・ナトリウム・塩化物質の温泉が毎分200リットルにて湧出し、1995年8月5日オープン[18]、2022年2月より休業中[19]）
- 37BASE（南砺市に所在）
- 湯谷温泉旅館

かつては、1971年3月22日に完成し、同年4月1日に開業した財団法人富山県福祉事業団経営の『庄川峡老人保養センター舟戸荘』が存在していたが、2003年2月いっぱいで営業を終了し、同年3月に廃業した。

## 観光施設
- 庄川水記念公園[22]
- 道の駅庄川[23]
- 庄川遊覧船[24]
- 閑乗寺高原 夢木香村

## 交通アクセス
- 最寄りの駅　JR城端線砺波駅
- 最寄りのインターチェンジ　北陸自動車道砺波インターチェンジ